# Bongzilla
Bongzilla je americká stoner metalová kapela z Madisonu ve státě Wisconsin. Vznikla v roce 1995 a hlavním tématem její tvorby je marihuana.

## Sestava
- Mike Henry – bicí
- Dave Collins – basová kytara
- Jeff Schultz – kytara
- Mike "Muleboy" Makela – kytara, zpěv

## Diskografie
- Stash (1999)
- Apogee (2000)
- Gateway (2002)
- Amerijuanican (2005)